# クラスタ崩壊
クラスタ崩壊（英語:Cluster decay）とは、原子核の放射性崩壊の崩壊形式の1種である。アルファ粒子よりも重い、陽子と中性子から成るクラスタを発して崩壊する。

## 概要
クラスタ崩壊は放射能を持つ核種全てで起こるわけではなく、いくつかの核種のみで起こる。事実上、クラスタ崩壊を起こすのは核の一部を排出するに足る原子エネルギーを持っている重い原子に限られている。アルファ崩壊よりも質量数の減少が多い崩壊形式である。
クラスタ崩壊は1984年にオックスフォード大学の研究者によって発見された。検出された核種は223Raである。ただし、クラスタ崩壊して14C原子核を放出する割合は、アルファ粒子を放出する割合を1とした時、約8.5×10-10という、ごくごく少ない割合である。
クラスタ崩壊は、原子核が4Heをはじき出す核分裂であるアルファ崩壊と重い原子核が2つ、あるいは幾つかの原子に分離し、数個の中性子をはじき出す自発核分裂の中間の位置にある。自発核分裂は子生成物の確率分配で終わり、これはクラスタ崩壊とは隔たりがある。クラスタ崩壊においては発生する粒子が軽い原子核で、崩壊方法において常に同じ粒子を発生させる。現在、時折クラスターを発生させて崩壊する20以上の原子核が見つけられている。
三重水素と重陽子は放射性崩壊による生成物として知られている。ヘリウム6は重陽子放出を経て時折崩壊し、またヘリウム8は短時間で三重水素放出によって崩壊する。つまり加速器で大いに研究されているヘリウム粒子のように他の珍しい同位体の崩壊もこの方式で崩壊しうる。

## 現在クラスタ崩壊するとされる原子
| 同位体 | 粒子放射            | 分岐比率              | 参照  |
| ------ | ------------------- | --------------------- | ----- |
| 114Ba  | 12C                 | 〜3.0×10-3            | [ 2 ] |
| 221Fr  | 14C                 | 8.14×10-13            | [ 2 ] |
| 221Ra  | 14C                 | 1×10-12               | [ 2 ] |
| 222Ra  | 14C                 | 3.07×10-10            | [ 2 ] |
| 223Ra  | 14C                 | 8.5×10-10             | [ 2 ] |
| 224Ra  | 14C                 | 6.1×10-10             | [ 2 ] |
| 225Ac  | 14C                 | 6×10-12               | [ 2 ] |
| 226Ra  | 14C                 | 2.9×10-11             | [ 2 ] |
| 228Th  | 20O                 | 1×10-13               | [ 2 ] |
| 230Th  | 24Ne                | 5.6×10-13             | [ 2 ] |
| 231Pa  | 23F 24Ne            | 9.97×10-15 1.34×10-11 | [ 2 ] |
| 232U   | 24Ne 28Mg           | 2×10-12 1.18×10-13    | [ 2 ] |
| 233U   | 24Ne 25Ne 28Mg      | 7×10-13 1.3×10-15     |       |
| 234U   | 28Mg 24Ne 26Ne      | 1×10-13 9×10-14       |       |
| 235U   | 24Ne 25Ne 28Mg 29Mg | 8×10-12 1.8×10-12     |       |
| 236U   | 24Ne 26Ne 28Mg 30Mg | 9×10-12 2×10-13       |       |
| 236Pu  | 28Mg                | 2×10-14               |       |
| 237Np  | 30Mg                | 1.8×10-14             |       |
| 238Pu  | 32Si 28Mg 30Mg      | 1.38×10-16 5.62×10-17 |       |
| 240Pu  | 34Si                | 6×10-15               |       |
| 241Am  | 34Si                | 2.6×10-13             |       |
| 242Cm  | 34Si                | 1×10-16               |       |